# Capote (kappe)
 For alternative betydninger, se Capote. (Se også artikler, som begynder med Capote)
Capote er en kappe af tykt nylon, der bruges af tyrefægteren i første akt af en tyrefægtning. Den er større, tungere og stivere end det mindre klæde – muletaen, som matadoren bruger i sidste akt af tyrefægtningen.